# Сестрорецкий рубль
Сестрорецкий медный рубль — монета-великан (весом от 926 г до 930 г, диаметром 72,5 мм, толщиной 26 мм) выпущенная в 1771 году, которая должна была обеспечивать бумажные ассигнации Екатерины II. Назван он так потому, что его предполагалось чеканить на Сестрорецком заводе. Но массовое производство этих монет не состоялось. Было выпущено несколько десятков пробных экземпляров. Коллекционеры выделяют как минимум 4 типа сестрорецкого рубля, различного диаметра, толщины и массы, однако с одними и теми же штемпелями. Размер штемпеля был существенно меньше размера монеты.

## Коллекционная стоимость
Последний аукцион, на котором был представлен сестрорецкий медный рубль, состоялся 25 ноября 2014 года, стоимость лота составила 50 000 швейцарских франков.
Новодел Сестрорецкого рубля 1771 года продан в 2009 году за 1 350 000 руб.
В нумизматической коллекции Самаркандского государственного музея истории культуры и искусства Узбекистана имени А. Икрамова хранятся монеты «сестрорецкого медного рубля» массой 919 граммов.

## «Пугачёвский рубль»
Новодельный рубль на обычном серебряном кружке, отчеканенный штемпелями сестрорецкого рубля получил название среди коллекционеров «Пугачёвский рубль», по причине отсутствия имени и портрета Екатерины II и близости даты восстания Пугачёва. Существует также новодел на медном пятаке и Пугачёвский рубль-фантазия с портретом Пугачёва и крестом на обороте в серебре, являющийся антикварной подделкой. Также известна грубая иностранная подделка, с изображением Пугачева в стиле римских императоров.